# Scheepslift van Strépy-Thieu

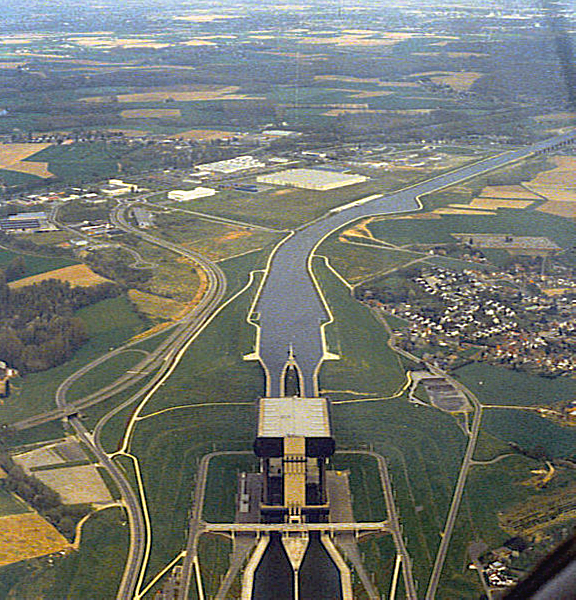
Lift en kanaal vanuit de lucht

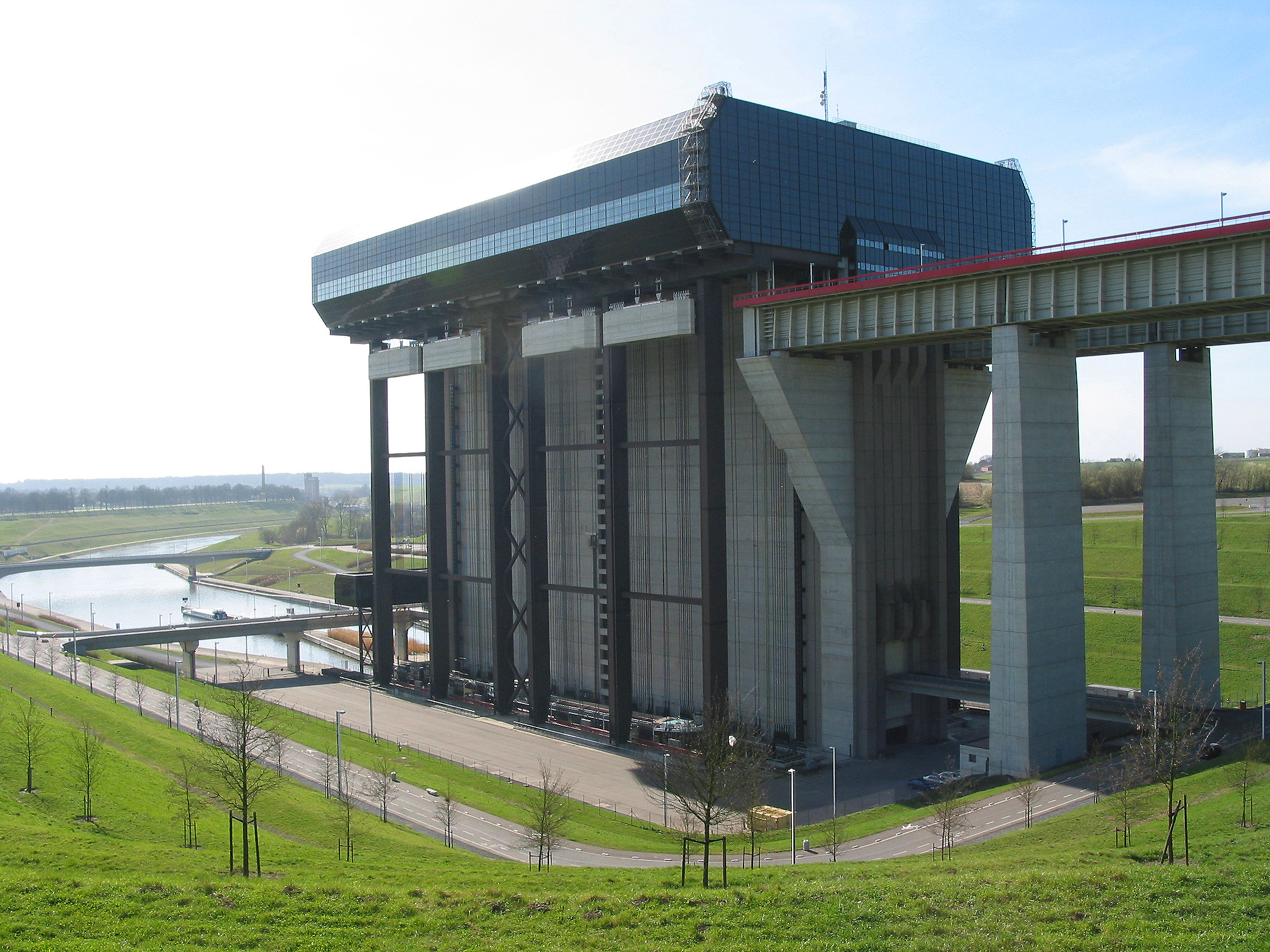
Scheepslift van Strépy-Thieu

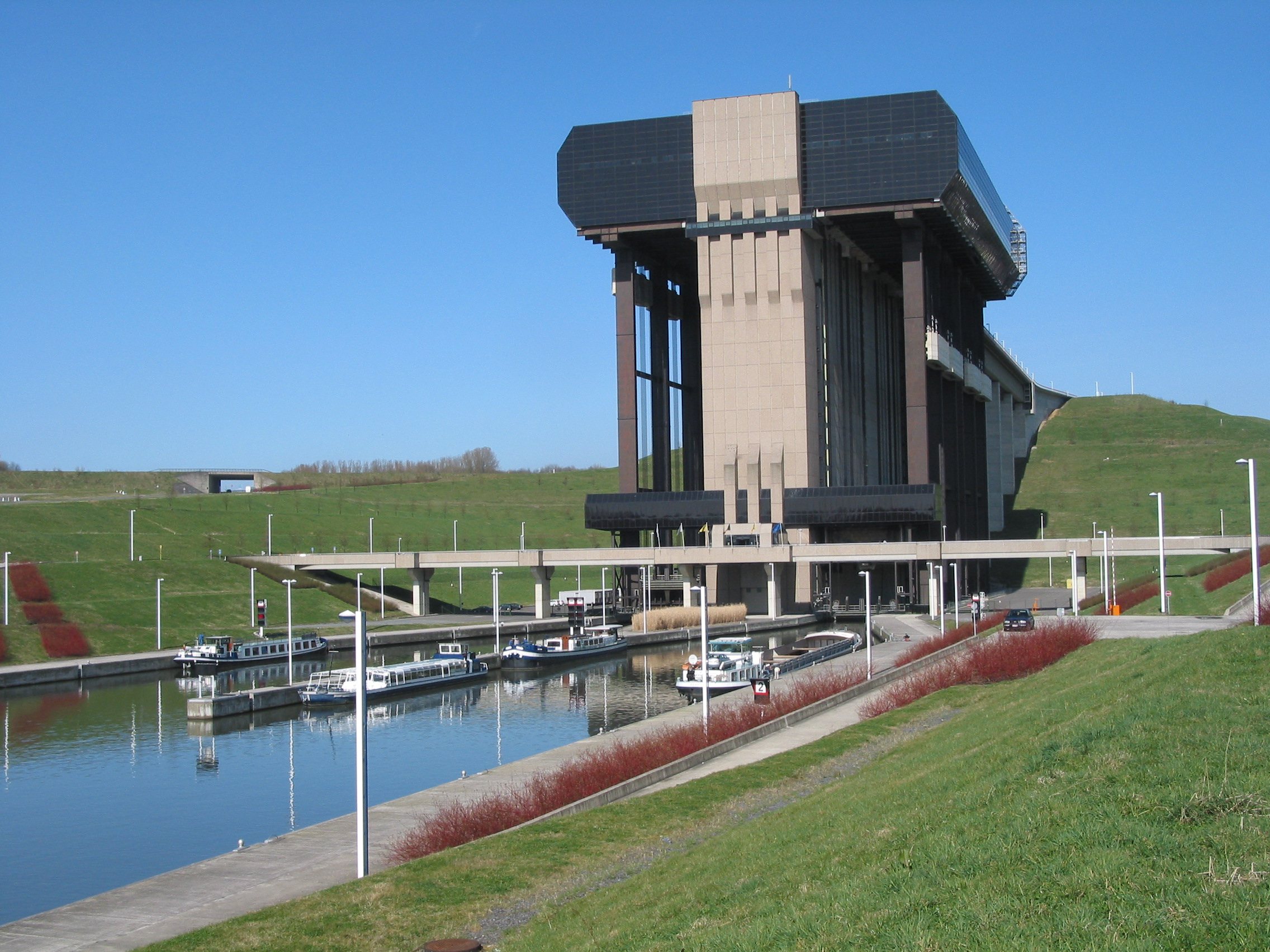
Zicht van beneden

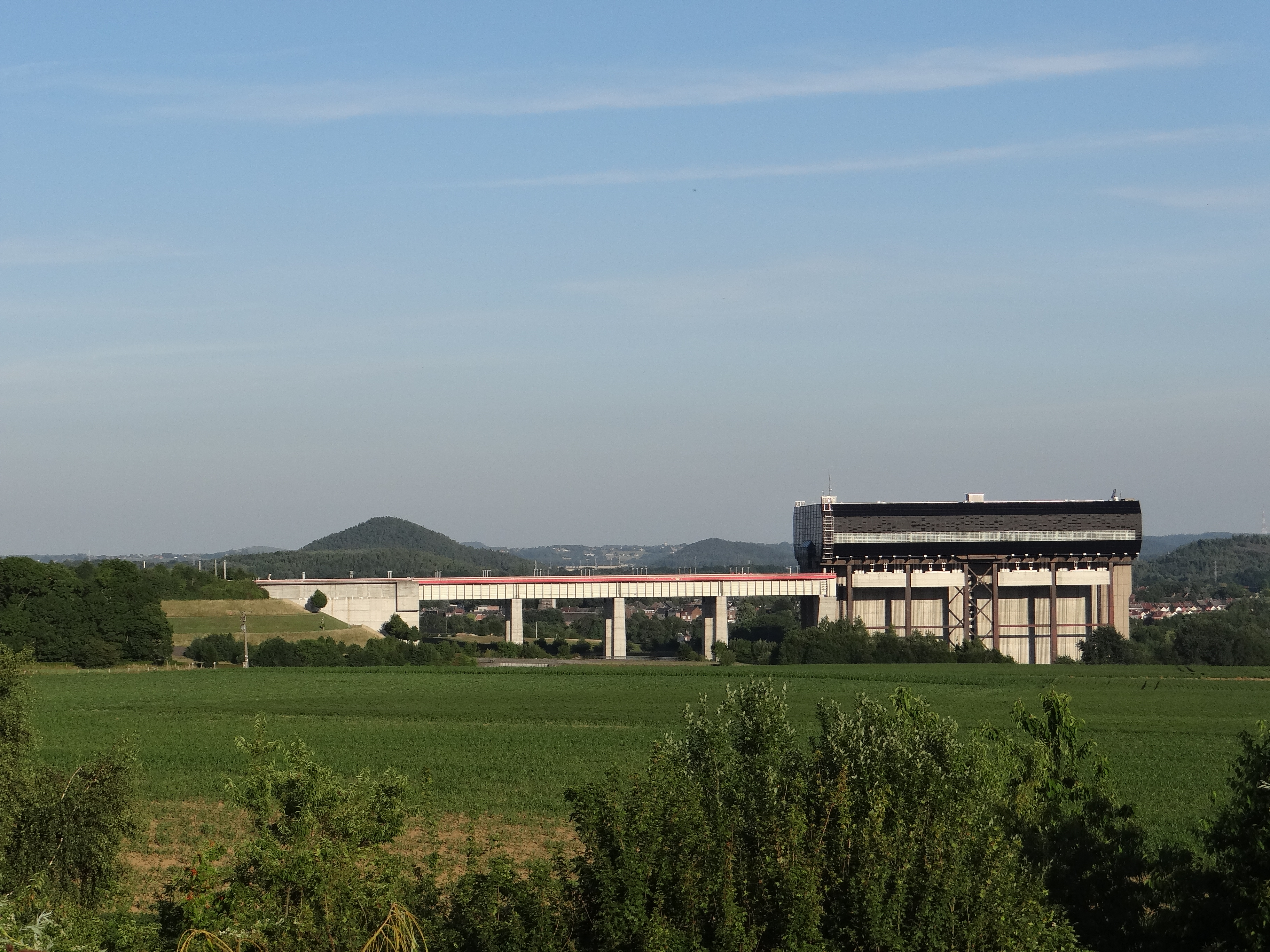
Gezien vanaf de E42

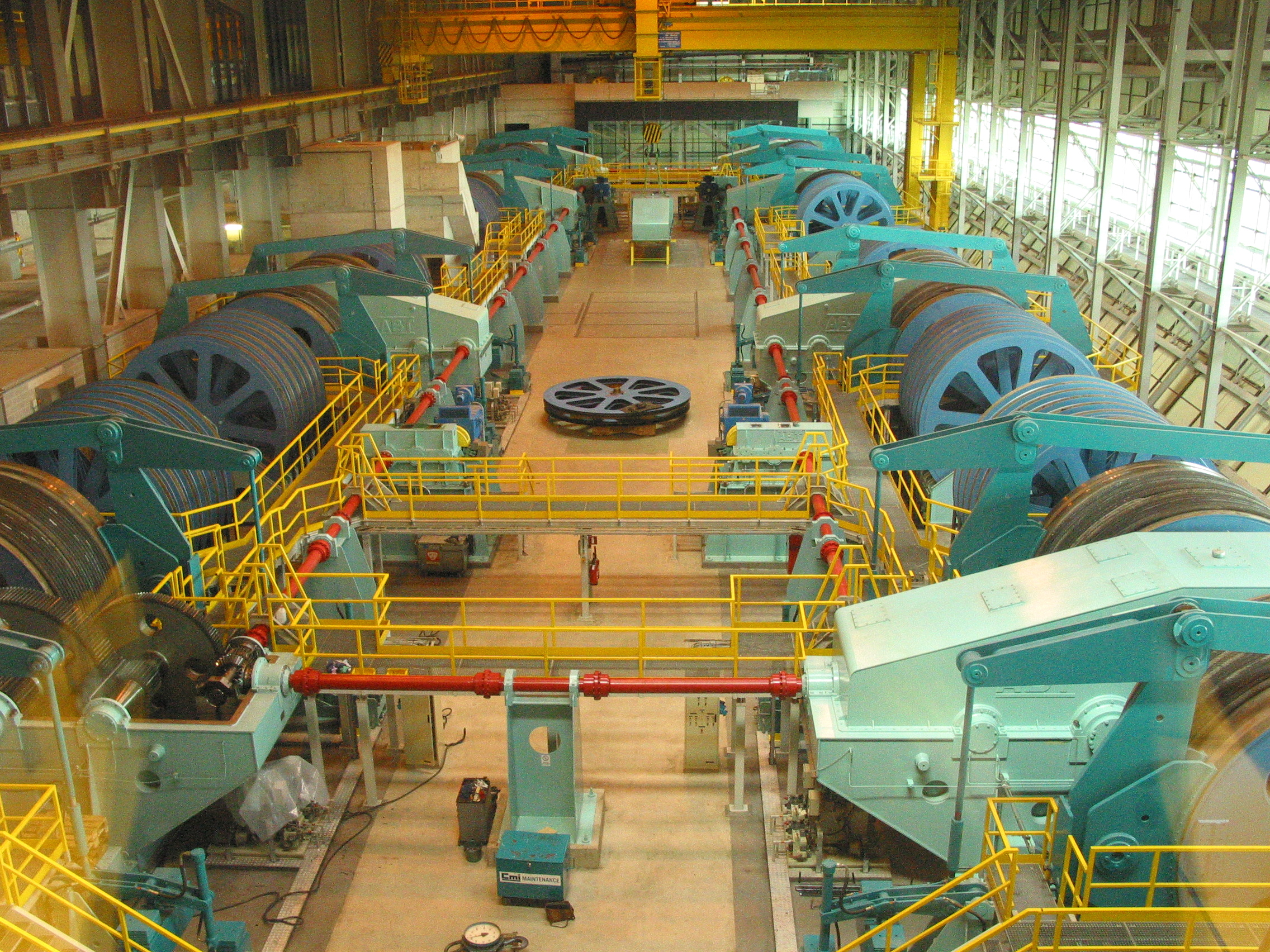
Machinekamer, boven in het gebouw

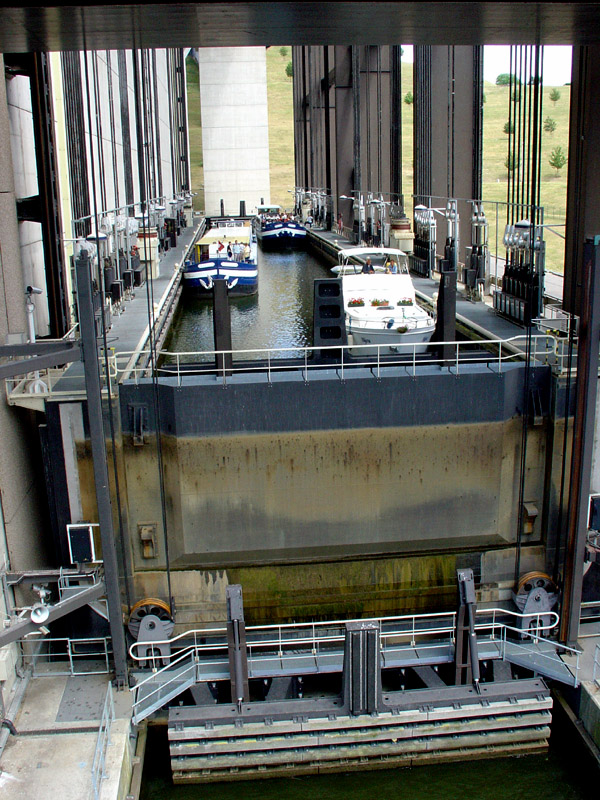
De bak tijdens een verplaatsing en geheel onder de hefdeur die het kanaalpand afsluit

Ligging van de scheepslift van Strépy-Thieu (A) met aanduiding van de 4 scheepsliften die ze verving.

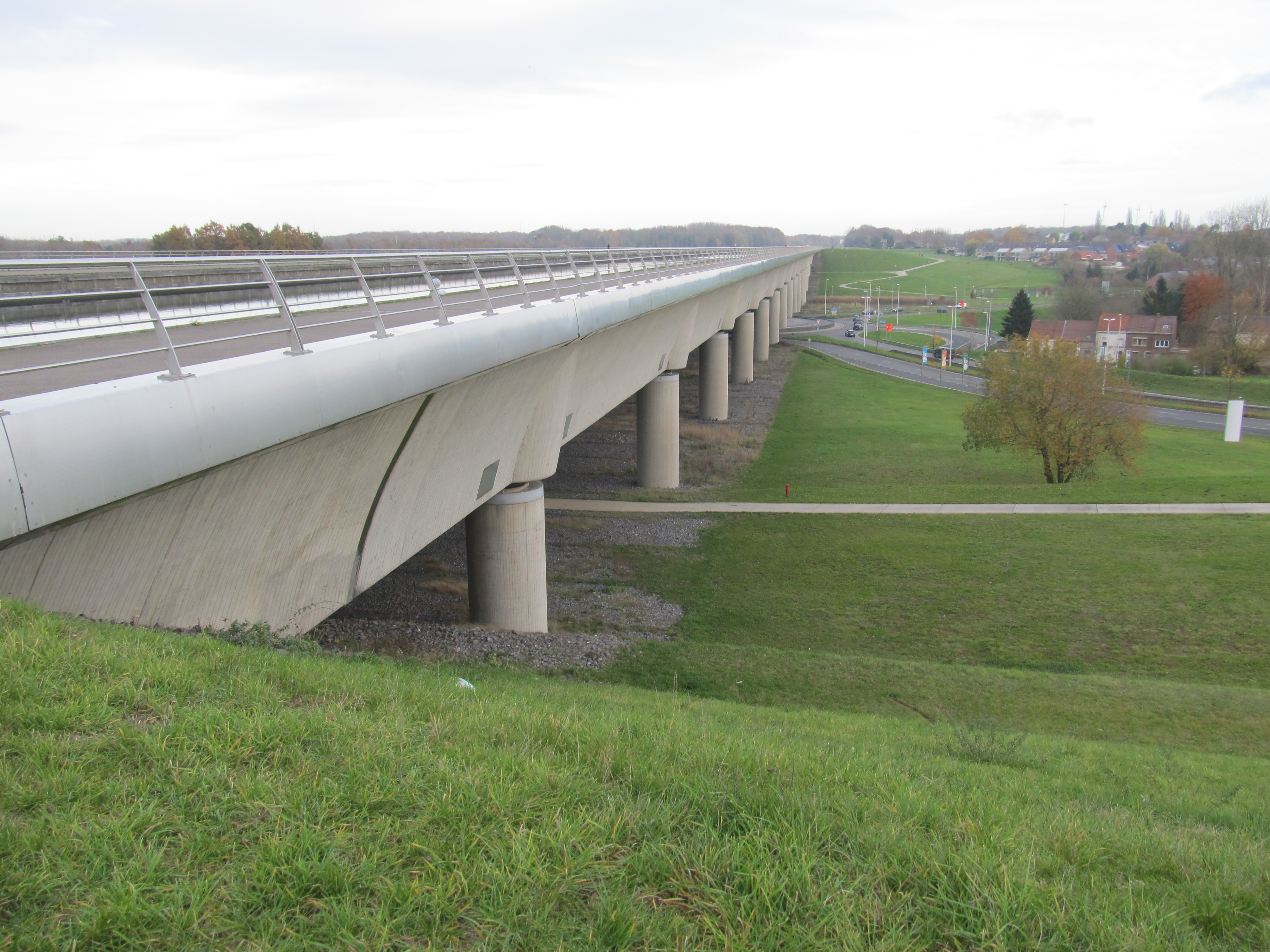
Kanaalbrug van Sart in Houdeng-Aimeries

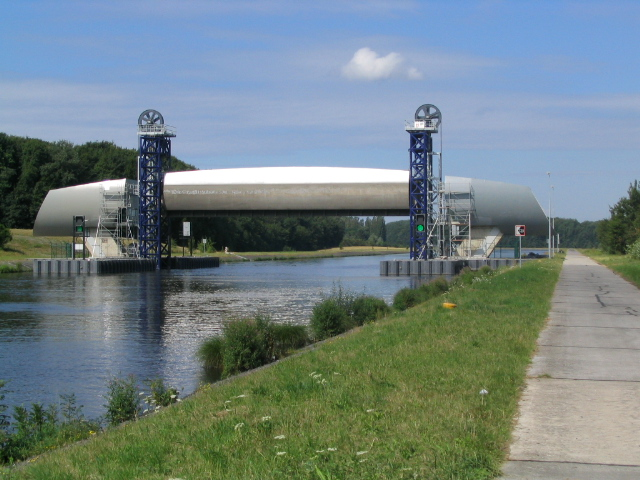
Keersluis van Blanc Pain

De Scheepslift van Strépy-Thieu is een scheepslift op het Centrumkanaal in de Belgische provincie Henegouwen. De lift ligt op de grens van Strépy-Bracquegnies en Thieu, vandaar de dubbele naam Strépy-Thieu. Het kunstwerk overbrugt het hoogteverschil met het Henegouws Plateau. Het besluit de installatie te bouwen werd in 1976 genomen, het project kwam in 2002 gereed.

## Geschiedenis
Op het oude Centrumkanaal waren eind 19de - begin 20ste eeuw vier hydraulische scheepsliften gebouwd. De capaciteit van dit kanaal was echter beperkt tot schepen van scheepsklasse I of maximum 300 ton. Al in 1947 gingen er in België stemmen op om het netwerk voor de binnenvaart te moderniseren voor klasse IV-schepen tot 1350 ton. Op 9 maart 1957 keurde het Belgische parlement de zogenaamde 1350-ton wet goed, die bepaalde welke bevaarbare waterwegen gemoderniseerd zouden worden. De werken aan het Centrumkanaal startten in 1964 met de bouw van twee nieuwe sluizen in Havré en Obourg-Wartons.
Het resterende hoogteverschil van 73,15 m bleef een knelpunt. Verschillende oplossingen werden bestudeerd: een hellend vlak, een hellend kanaal, een "trap" met sluizen of een scheepslift. Uiteindelijk werd in 1976 gekozen voor een omleidingskanaal en een scheepslift. Het oude kanaal met twee sluizen en de vier historische scheepsliften, dat volgens de plannen uit de jaren zestig gedempt zou worden, werd een beschermd monument en werd op 2 december 1998 door UNESCO als werelderfgoed erkend.
De werken begonnen in 1982, onder de leiding van het toen nog unitaire Ministerie voor openbare werken. Na de vierde staatshervorming in 1993 werd de bevoegdheid voor openbare werken overgeheveld naar de gewesten. Het nieuwe Waalse ministerie MET (Ministère de l'équipement et du transport) erfde de onafgewerkte werf.
Er werd even gespeeld met het idee het hele project op te doeken, maar uiteindelijk richtte de Waalse regering de vennootschap 'Société de Financement Complémentaire des infrastructures' (SOFICO) op, een publiek-privaat samenwerkingsverband van het gewest, Dexia, Ethias en de 'Société Régionale d'Investissement de Wallonie' (SRIW) om een aantal knelpunten in de infrastructuurwerken in Wallonië op te lossen, waaronder de scheepslift. Deze soepeler organisatiestructuur maakte het mogelijk goedkoper en relatief sneller te werken. In 2002 werd de scheepslift uiteindelijk geopend.

## Beschrijving en werking
Het gebouw van de kabellift is 135 m lang, 117 m hoog en 81 m breed. Met de lift kan er een niveauverschil overbrugd worden van 73,15 m en deze lift vervangt op haar eentje de vier hydraulische liften van het historisch Centrumkanaal en de twee sluizen. Er zijn twee bakken die onafhankelijk van elkaar opereren. Elke bak is 118,6 m lang, 16,5 m breed en 8 m hoog. De bakken zijn geschikt voor schepen tot 1350 ton. Het leeggewicht van een bak is 2200 ton. Gemiddeld staat er zo'n 3,75 meter water in de bak en afhankelijk van de hoeveelheid water in de bak ligt het totaalgewicht tussen de 7200 en 8400 ton. Elke bak is verbonden aan acht grote tegengewichten met een nagenoeg identiek gewicht. De tegengewichten en de bak zijn verbonden met 144 dikke staalkabels. Er zijn vier motoren om de bak verticaal te verplaatsen.
De bak is afgesloten met deuren aan beide uiteinden. Deze hefdeuren zijn dubbel uitgevoerd, een deur gaat mee met de bak en de andere deur blijft achter en sluit het kanaalpand af.

## Maatschappelijk nut van het bouwwerk

### Hoge kosten
Sommigen beschouwen de scheepslift als een van de Belgische Grote nutteloze werken oftewel Grands travaux inutiles. Het nut ervan was lange tijd omstreden: door de sluiting van de steenkoolmijnen en de teloorgang van de zware industrie was het scheepsverkeer behoorlijk afgenomen. Door problemen met de stabiliteit van de ondergrond kostte het project uiteindelijk meer dan vier keer de oorspronkelijke raming: 647 miljoen euro in plaats van 174 miljoen. In de jaren tachtig van de twintigste eeuw betwijfelde men het nut van de aanleg en meende dat wegvervoer meer toekomst had. Uiteindelijk bleek het kanaal toch zijn nut te bewijzen binnen een geïntegreerd vervoersbeleid waarbij de binnenvaart een duurzaam alternatief vormt voor de dichtgeslibde wegen.

### Gebruik
Op 2 september 2002 voer het eerste schip door de lift, het cementschip Freedom. Sedertdien kende het scheepvaartverkeer een gestage toename tot 2007: tussen 2000, het laatste jaar met statistieken over het oude kanaal en 2013 is het volume (in ton) op het nieuwe Centrumkanaal nagenoeg vertienvoudigd. Het aantal schepen is slechts vier keer groter geworden; dat komt doordat het nu om veel grotere schepen gaat.
| Jaar                   | volume (×1000 ton) | aantal schepen |
| Het historische kanaal |                    |                |
| 1987                   | 498                | 2.853          |
| 1990                   | 335                | 2.103          |
| 2000                   | 282                | 1.531          |
| Het nieuwe kanaal      |                    |                |
| 2004                   | 1.513              | 4.041          |
| 2005                   | 1.871              | 4.941          |
| 2006                   | 2.295              | 5.743          |
| 2007                   | 2.302              | 5.559          |
| 2008                   | 2.183              | 5.147          |
| 2009                   | 1.874              | 6.960          |
| 2010                   | 2.394              | 7.706          |
| 2011                   | 2.400              | 5.760          |
| 2012                   | 2.570              | 5.630          |
| 2013                   | 2.720              | 6.100          |
| 2014                   | 2.532              | 6.100          |
| 2015                   | 2.321              | 5.400          |
| 2016                   | 2.193              | 4.821          |
| 2017                   | 2.435              | 5.016          |
| 2018                   | 2.577              | 5.364          |
| 2019                   | 2.364              | 5.199          |

### Interpretatiecentrum
Boven in de scheepslift, op het achtste niveau met uitzicht op de machinezaal, is er een permanente expositie met de titel: "Waterwegen van gisteren, vandaag en morgen". Hier wordt een overzicht gegeven van de ontwikkeling van de Belgische binnenvaart vanaf 1830. Aspecten die aan de orde komen zijn de kanaal- en scheepsbouw, navigatietechnieken, de economische voordelen van de waterwegen en een film over de bouw en de werking van de lift. Op de vijfde etage is een uitzichtpunt met een weids uitzicht op de omgeving.

## Nevenwerken
In het toevoerkanaal op zo'n 2,5 kilometer ten oosten van de scheepslift ligt de Kanaalbrug van Sart. Deze brug met een lengte van 498 meter ligt over de vallei van Thiriau du Sart. Onder de brug ligt een belangrijk verkeersknooppunt. 
De keersluis van Blanc Pain is een veiligheidsstuw. Ze ligt op vijf kilometer ten oosten van de scheepslift en 2,5 km van de kanaalbrug. Bij een lekkage ten westen van de keersluis wordt de keersluis gesloten waardoor de watertoevoer wordt gestremd en de schade beperkt blijft. Ze werd gebouwd van 2001 tot 2003.

## Externe koppelingen
- Bouw van de bootlift, foto's uit 1992. uit van de Site van het Waals gewestelijk archieven (fr).
- foto's van de bouw van de lift uit 1994 uit van de Site van het Waals gewestelijk archieven (fr).